# Troparion
Als Troparion (τὸ τρόπαριον, auch: τὸ τρόπαριν) wird in der byzantinischen Liturgie und Kirchenmusik
ein Stück liturgischer Dichtung vom Umfang eines Verses oder einer Strophe (Stanze) bezeichnet. Mehrere Strophen eines Troparions werden alle in derselben Melodie gesungen.
Was in Konstantinopel seit dem 6. Jh. als „Troparion“ bezeichnet wurde, hieß in der Alt-Jerusalemer Liturgie „Hypakoê“ (ὑπακοή), deutsch etwa „Antwort“, im Ostsyrischen Ritus „ˁonītā“, lateinisch „antiphona“. 
Im Troparion wird häufig eines Heilsereignisses oder eines Heiligen gedacht, dem ein bestimmter Tag im Kirchenjahr gewidmet ist. Es gehört damit zum Proprium, den sich von Tag zu Tag ändernden Teilen des Gottesdienstes. Darüber hinaus gibt es auch Troparia mit anderen Funktionen in der Liturgie.

## Beispiele
- Trisagion
- Theotokion, Troparion, welches das Mysterium der Fleischwerdung Christi aus der Gottesgebärerin besingt.
- Doxastikón, Troparion zu Ehren der Dreifaltigkeit
- Troparion des Weihnachtstages:

„Deine Geburt, Christus unser Gott,
ließ erstrahlen der Welt das Licht der Erkenntnis;
denn durch sie wurden Anbeter der Gestirne
von einem Stern belehrt,
Dich als die Sonne der Gerechtigkeit anzubeten
und Dich zu erkennen als den Ankommenden aus der Höhe.
Herr, Ehre sei Dir!“
- Ostertroparion:

„Christ ist erstanden von den Toten,
im Tode bezwang er den Tod
und hat allen in den Gräbern das Leben gebracht.“
- Apolytíkion, Troparion zur Entlassung am Ende des Gottesdienstes (ähnlich dem Ite missa est in der römischen Liturgie)
- Stichiròn, ein Troparion, das zwischen die Psalmverse eingefügt wird